# Anmoore
Anmoore és una població dels Estats Units a l'estat de Virgínia de l'Oest. Segons el cens del 2000 tenia 685 habitants.

## Demografia
Segons el cens del 2000, Anmoore tenia 685 habitants, 270 habitatges, i 186 famílies. La densitat de població era de 247,2 habitants per km².
Dels 270 habitatges en un 31,1% hi vivien nens de menys de 18 anys, en un 49,6% hi vivien parelles casades, en un 13,7% dones solteres, i en un 31,1% no eren unitats familiars. En el 25,9% dels habitatges hi vivien persones soles el 13% de les quals corresponia a persones de 65 anys o més que vivien soles. El nombre mitjà de persones vivint en cada habitatge era de 2,54 i el nombre mitjà de persones que vivien en cada família era de 3,1.
Per edats la població es repartia de la següent manera: un 24,8% tenia menys de 18 anys, un 11,1% entre 18 i 24, un 28,2% entre 25 i 44, un 21,2% de 45 a 60 i un 14,7% 65 anys o més.
L'edat mediana era de 34 anys. Per cada 100 dones de 18 o més anys hi havia 92,9 homes.
La renda mediana per habitatge era de 25.000 $ i la renda mediana per família de 26.705 $. Els homes tenien una renda mediana de 22.500 $ mentre que les dones 20.000 $. La renda per capita de la població era de 10.948 $. Entorn del 23% de les famílies i el 27,1% de la població estaven per davall del llindar de pobresa.

## Poblacions més properes
El següent diagrama mostra les poblacions més properes.